# Caroline Campbell
Caroline Campbell (Albany, Nueva York, 1980) es una violinista estadounidense. Además es solista y música de cámara e interpreta y graba música clásica, jazz, cine y música popular.

## Biografía
Caroline Campbell nació en 1980 en Albany, Nueva York y creció en Hawái, Nevada y el norte de California. Comenzó a tocar el violín en una clase de preescolar del método Suzuki a los tres años. A los ocho años, actuó como solista con la Orquesta Filarmónica de Reno. En el último año de la escuela secundaria, fue seleccionada como Becaria Presidencial y actuó en el Kennedy Cente.
Completó la escuela secundaria como estudiante en el Young Artists Program en el Cleveland Institute of Music y continuó sus estudios universitarios en el Instituto de Cleveland, donde estudió con David Cerone y Donald Weilerstein. En 2000, se matriculó a la Universidad de Stanford donde estudió informática, lógica, lingüística y psicología. Mientras estaba en Stanford, trabajó con Gennady Kleyman. En 2004, se graduó Phi Beta Kappa con una licenciatura en sistemas simbólicos (BS) y una maestría en sociología (MA).

## Carrera
A lo largo de su carrera musical ha aparecido como solista con la Orquesta de Cleveland, la Filarmónica de Los Ángeles, la Sinfónica de Detroit, la Sinfónica de Houston, la Sinfónica de Indianápolis y la Sinfónica de Dallas. Ha actuado como solista en el Carnegie Hall, Kennedy Center, Sydney Opera House, Hollywood Bowl, y en el Barclays Center. Ha realizado duetos con Andrea Bocelli, Stjepan Hauser,  Sting, Michael Bublé, Chris Botti, Josh Groban, Rod Stewart y Julio Iglesias.
También, ha actuado regularmente con el trompetista de jazz Chris Botti, y aparece en la canción Oblivion del último CD de Botti, Impressions. Como artista invitada, ha realizado giras por los cinco continentes con Botti y se unió a Barbra Streisand en su gira de 2012. Campbell fue un artista invitado destacado con Andrea Bocelli en su gira estadounidense de 2012 y realizó duetos con él en su concierto PBS Great Performances en Portofino (Italia), y en su álbum de estudio Love in Portofino.
Campbell es el primer violinista del Sonus Quartet de Los Ángeles, un cuarteto de cuerdas que fusiona diversos estilos musicales. Con el Sonus Quartet, actuó con Stevie Wonder en la Biblioteca del Congreso, grabó con Norah Jones para su álbum Little Broken Hearts, interpretó Crazy con Gnarls Barkley y ha grabado numerosas bandas sonoras de películas como The Curious Case of Benjamin Button, Transformers: la venganza de los caídos, Spider-Man y El Llanero Solitario.
Es miembro fundador de Opus X, un cuarteto de música clásica que incluye a la pianista ruso-danesa Tanja Zapolski, la clarinetista británica Lone Madsen y la violonchelista japonesa-estadounidense Kristina Reiko Cooper. El primer sencillo del grupo, Libertango, se publicó el 10 de junio de 2013. Opus X grabó su álbum debut con el productor ganador del premio Grammy, Steven Epstein.

## Discografía
- 2011 - Truly, Simply, Deeply
- 2013 - From Hollywood With Love.[14]
- 2018- Roem
- 2018 - Encoreǃ (live)